# クイズ!お金が大好き
『クイズ!お金が大好き』（クイズ おかねがだいすき）は、1984年1月30日から同年3月26日までフジテレビ系列局（一部を除く）で放送されていたフジテレビ製作のクイズ番組である。放送時間は毎週月曜 19:00 - 19:30 （日本標準時）。

## 概要
- 経済と金銭をテーマにしたクイズ番組。前番組『GOGOギネス世界一』からの継続出演者である明石家さんまと、当時『森田一義アワー 笑っていいとも!』月曜のレギュラーだった斉藤ゆう子（後の斉藤祐子）が司会を務めていた。
- 前番組ほどの視聴率が振るわず、たった1クールで終了。司会を務めた明石家さんまによれば「放送3回目の時点で打ち切りが決まっていた」[1]と言う。

## 出演者

### 司会
- 明石家さんま
- 斉藤ゆう子

### 解答者
- KINYA（当時よめきんトリオ）
- 島田紳助（当時紳助・竜介）
- 所ジョージ
- マリアン
- なんきん
- 魔夜峰央
- ほか

## ルール
解答者たちはチームを組んで出場し、目の前に登場した2つの品物のどちらが高額なのかを答える。正解したチームには5万円分の金貨が贈られた。最終問題ではどちらが高額なのかに加え、高額だと思った方の値段もピタリと当てればさらに5万円分（計10万円分）の金貨を獲得できる。
最終的に獲得金貨の多いチームが「チャレンジクイズ」に挑戦でき、敗退したチームはそれまで貯めてきた金貨を全て没収された。「チャレンジクイズ」の内容は、5個ある品物の中から一番高額な品物を当てるというもので、正解するとそれまでの獲得金貨に加えて海外旅行も獲得できる。しかし、外した場合には金貨を全て没収され、視聴者プレゼントとなる。金貨の没収の際には司会のさんまが「パァ!」と言っていた。